# Loigné-sur-Mayenne
Loigné-sur-Mayenne korábbi község Franciaország Loire mente régiójában, Maine-et-Loire megyében. 2019. január 1-jén Saint-Sulpice korábbi községgel egyesült és La Roche-Neuville új község része lett.
Lakosainak száma 931 fő (2018. január 1.). Loigné-sur-Mayenne Château-Gontier, Azé, Fromentières, Houssay, Marigné-Peuton, Peuton, Quelaines-Saint-Gault és Saint-Sulpice községekkel határos.

## Népesség
A település népességének változása:
| Lakosok száma | 888  | 921  | 954  | 928  | 931  |
|               | 2013 | 2015 | 2016 | 2017 | 2018 |